# Zerrouk Mokdad
Cheikh Zerrouk Mokdad est un chef d'orchestre algérien né à Blida en Algérie.
En 2003, il est nommé chef d'orchestre de l'ensemble régional de musique andalouse d'Alger.